# Cota altimétrica

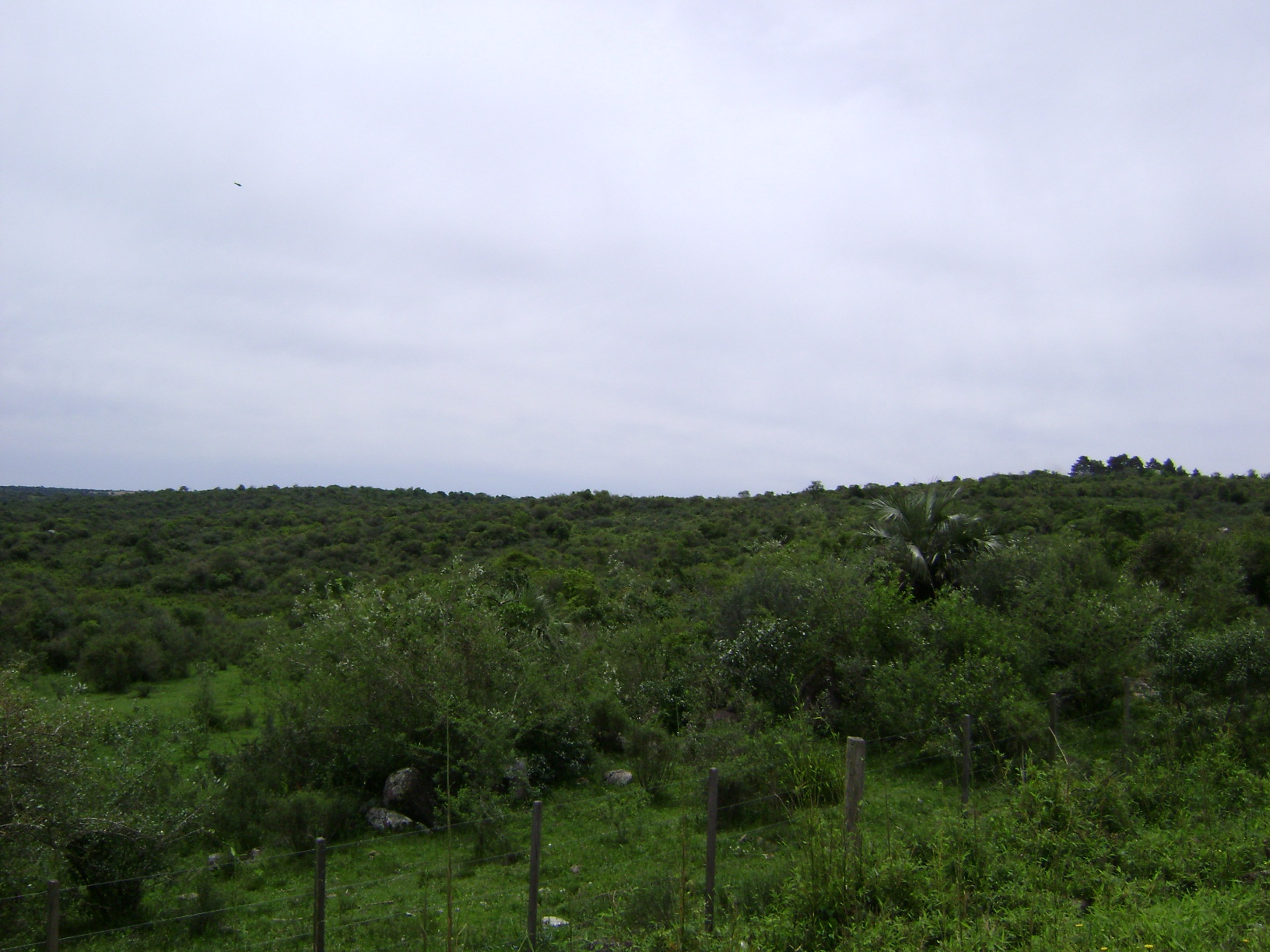
Terreno de aproximadamente 350 metros acima do nível do mar (Lavras do Sul/RS, Brasil)

Cota altimétrica, termo da área da Geografia e Cartografia, é uma marcação de nível ou altitude de um terreno ou do relevo de uma dada região. São, portanto, números que representam a altitude acima do nível médio do mar.
As cotas altimétricas possuem grande cartas topográficas, mapas de relevo e morfologia e produção de esquemas baseados em curvas de nível.
Na atualidade, graças a programas de imagens de satélite, como o Google Earth, podemos observar as altitudes de terrenos com grande precisão, através das modernas tecnologias de medição da topografia de todo o planeta.

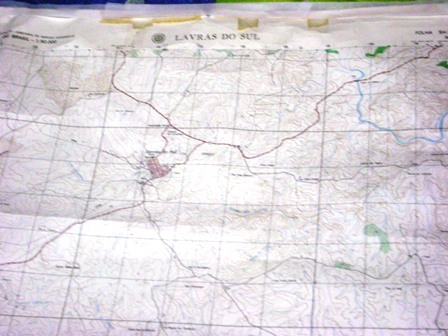
Carta topográfica que representa a região da foto acima